# Braunpelikan
Der Braunpelikan (Pelecanus occidentalis), auch Brauner Pelikan oder – seltener – Meerespelikan genannt, ist ein großer Wasservogel, der an den Küsten Nord-, Mittel- und Südamerikas beheimatet ist und zur Familie der Pelikane (Pelecanidae) gehört.
Braunpelikane sind ausgezeichnete Schwimmer, ihr Gang auf Land erscheint jedoch unbeholfen. Ihre langen Flügel machen Braunpelikane zu äußerst ausdauernden und grazilen Fliegern, wobei Gruppen von Braunpelikanen häufig dabei zu beobachten sind, wie sie in Formationen knapp über der Wasseroberfläche fliegen.
Von insgesamt acht Pelikanarten ist der Braunpelikan gemeinsam mit dem – ihm nahe verwandten – Chilepelikan (P. thagus) die einzige, die im Sturzflug ins Wasser taucht, um Fische zu erbeuten. Darüber hinaus sind beide Arten auch die einzigen unter den Pelikanen, die ausschließlich in marinen Gewässern beheimatet sind und eine vorwiegend dunkle Gefiederfarbe aufweisen.
In den 1970er Jahren wurde der Braunpelikan in den Vereinigten Staaten unter Schutz gestellt, nachdem die Anreicherung von Pestiziden – insbesondere DDT – in der Nahrungskette den Stoffwechsel der Tiere störte und zu dünnschaligen Eiern mit hoher Zerstörungsrate führte. Durch die Schutzmaßnahmen und das Verbot von DDT im Jahr 1972 haben sich die Bestände so weit erholt, dass die Art von der IUCN inzwischen als nicht gefährdet eingestuft wird.
Der Braunpelikan ist der offizielle Staatsvogel des US-Bundesstaates Louisiana und wird im Siegel von Louisiana beim Füttern von drei Küken dargestellt.

## Merkmale

### Körperbau und Farbgebung

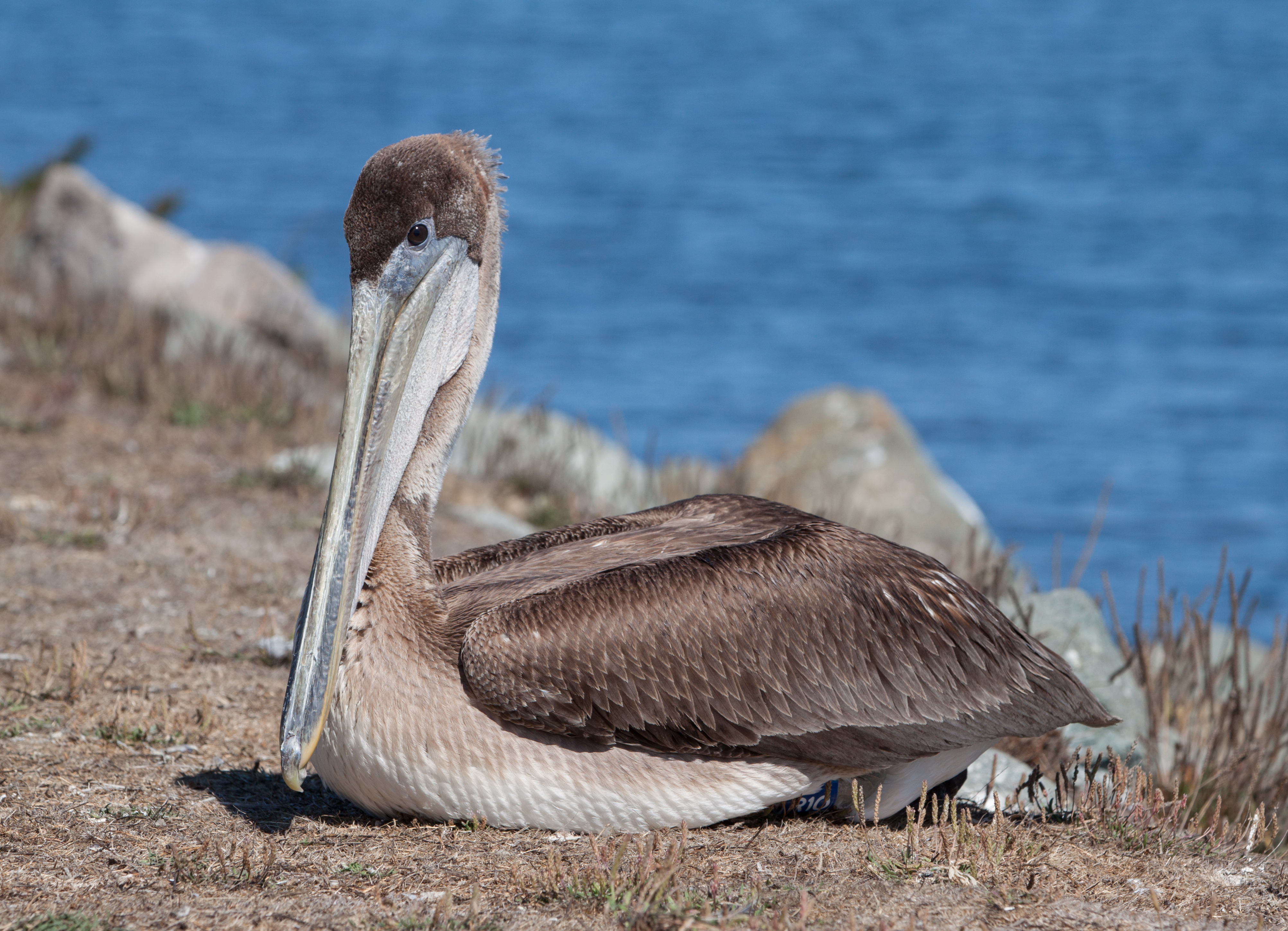
Juveniler Braunpelikan bei Bodega Bay, Kalifornien

Braunpelikane erreichen ausgewachsen eine Körperlänge von 1,00 bis 1,37 Metern bei einer Flügelspannweite von rund 2 Metern. Die Länge ihres Schnabels beträgt 25 bis 38 Zentimeter, wobei der Schnabel von männlichen Tieren rund 10 % länger ist als derjenige von weiblichen. Mit einem Körpergewicht von 2 bis 4 Kilogramm sind Braunpelikane leichter und schlanker als andere Pelikanarten. Männliche Braunpelikane sind rund 15–20 % schwerer als weibliche Individuen.
Jungtiere sind an ihrem überwiegend braunen Gefieder mit einem weißen Bauch erkennbar. Ihre endgültige Farbgebung erreichen Braunpelikane im Alter von etwa 3 bis 5 Jahren. Dabei ändert sich die Farbgebung des Gefieders sowie anderer Körperteile adulter Tiere im Verlauf des Jahres grundlegend. Einige Merkmale zur jeweiligen Jahreszeit sind:
| Körperteil              | Winter            | Frühjahr                 | Spätsommer               |
| ----------------------- | ----------------- | ------------------------ | ------------------------ |
| Schnabel (proximal)     | blassrosa, orange | bläulich-grau, blassrosa | grau                     |
| Kehlsack (distal)       | dunkel graugrün   | blau-schwarz-grau        | dunkelgrün               |
| Stirn und Scheitel      | blassgelb         | dunkel gelborange        | weiß mit dunklen Flecken |
| Haube                   | weiß              | dunkelbraun              | rötlich-braun            |
| Rücken und Flügeldecken | silbergrau        | silbergrau               | matt braun               |
| Obere Brust             | graubraun         | dunkelbraun              | gefleckt, matt braun     |
| Orbitalring             | graurosa          | rosa                     | grau                     |
| Iris                    | hell himmelblau   | hell himmelblau          | braun                    |
| Beine und Füße          | dunkelgrau        | schwarz                  | schwarz                  |

### Flugbild und Fortbewegung

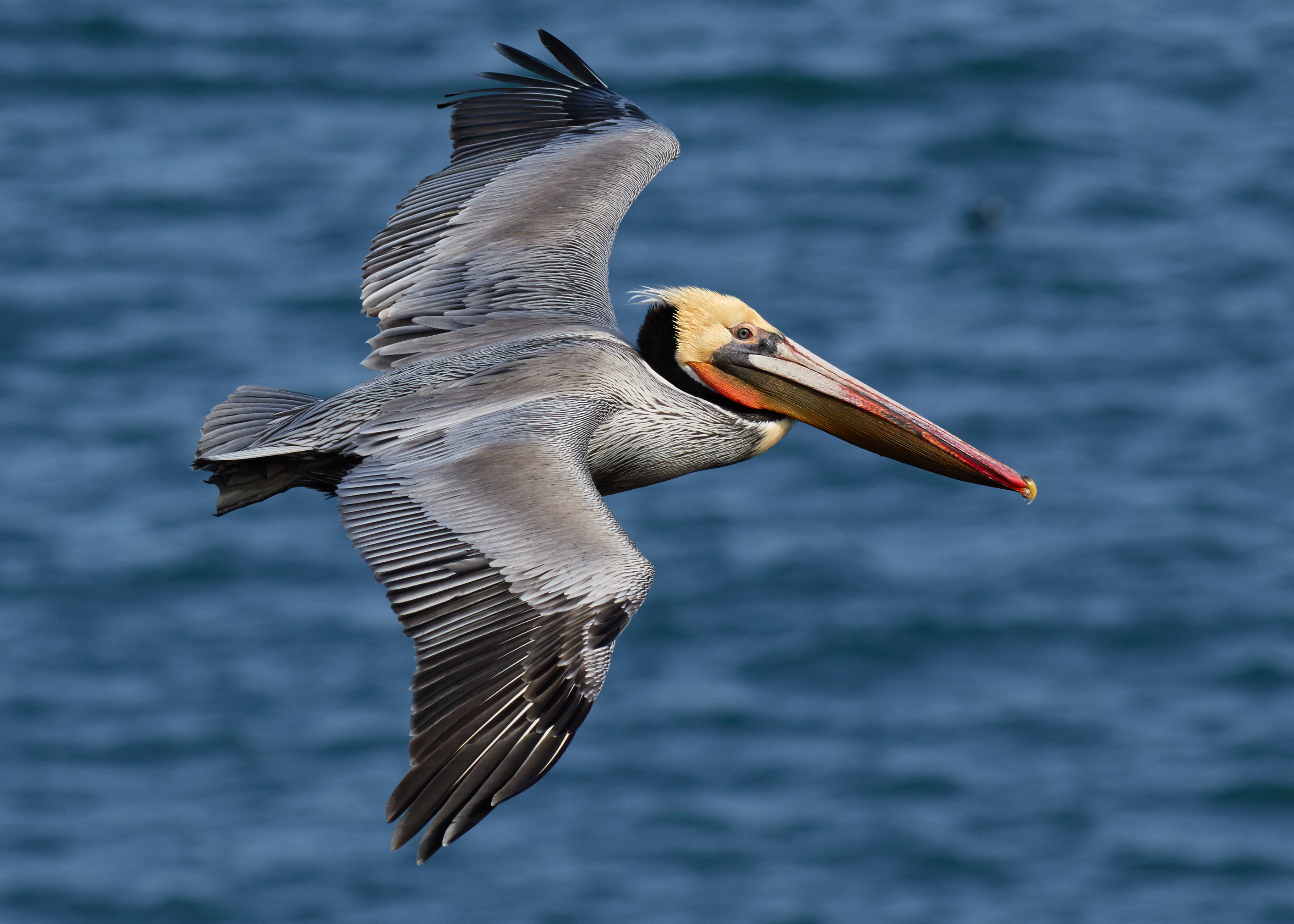
Adulter Braunpelikan im Flug bei Bodega Head, Kalifornien

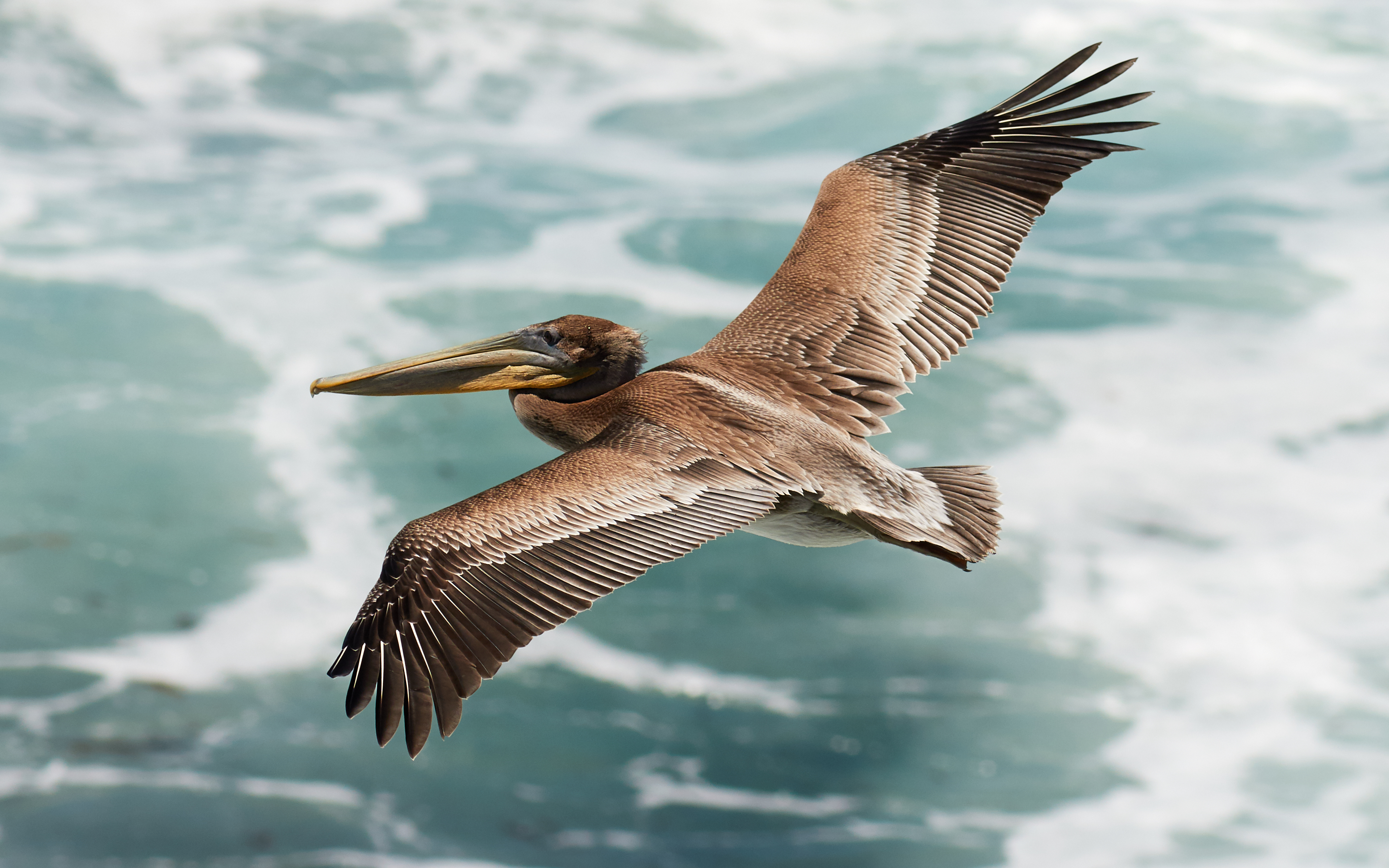
Juveniler Braunpelikan im Flug bei Bodega Head

An Land und in flachem Wasser bewegen sich Braunpelikane in einem wankenden und unbeholfen erscheinenden Gang vorwärts, bei dem sie ihr Gewicht abwechselnd von einem auf das andere Bein verlagern. Im langsamen Gang legen sie ihre Flügel an den Körper an, während sie ihre Flügel bei schnelleren Bewegungen vom Körper abspreizen, um das Gleichgewicht zu halten.
Beim Abheben vom Wasser heben die Tiere ihren Oberkörper an, damit ihre Flügel nicht die Wasseroberfläche berühren. Dabei verleihen sie sich durch das gleichzeitige Stoßen der Beine zusätzlichen Vorschub. Während des Abhebens strecken sie ihren Kopf nach vorne, wohingegen der Kopf während des Fluges nach hinten an die Schultern angelegt wird. Üblicherweise starten die Tiere ihre Flugbewegung gegen den Wind.
Im Flug nehmen Gruppen von Braunpelikanen eine V-Formation ein oder fliegen in einer Reihe. Dabei wechseln sich Flügelschläge mit Gleiten ab. Beim Flug über dem Meer gleiten die Vögel häufig dicht über der Wasseroberfläche, um auf diese Weise Energie durch den Auftrieb des Bodeneffekts zu sparen.
Bei der Landung spreizen Braunpelikane ihre Schwanzfedern und strecken beide Beine nach vorne. Ihre Füße mit den gespreizten Zehen dienen bei der Landung auf dem Wasser als Kufen. Landungen auf Land werden in einem steileren Winkel als auf dem Wasser durchgeführt.
Beim Schwimmen auf dem Wasser bewegen Braunpelikane abwechselnd ihre Beine. Auf diese Weise gelingt es ihnen selbst bei Tidenströmungen von 6 bis zu 10 km pro Stunde, ihre Position zu halten.

### Lautäußerungen
Die einzige stimmliche Lautäußerung adulter Tiere besteht in einem heiseren „Hrraa-hrraa“, das von beiden Geschlechtern auf dem Nest als Reaktion auf Bewegungen anderer Individuen ertönt und vor allem im Verlauf der frühen Balz auftritt. Nestlinge rufen mit einem schrillen, krächzenden Laut, wenn sie um Futter betteln.
Instrumentallaute treten im Zusammenhang mit agonistischem Verhalten auf. Mit ihren Kiefern erzeugen Braunpelikane bei Angriffen einen knallenden Laut, der durch ihren dehnbaren Hautsack im Unterschnabel verstärkt wird.

## Verbreitung und Lebensraum

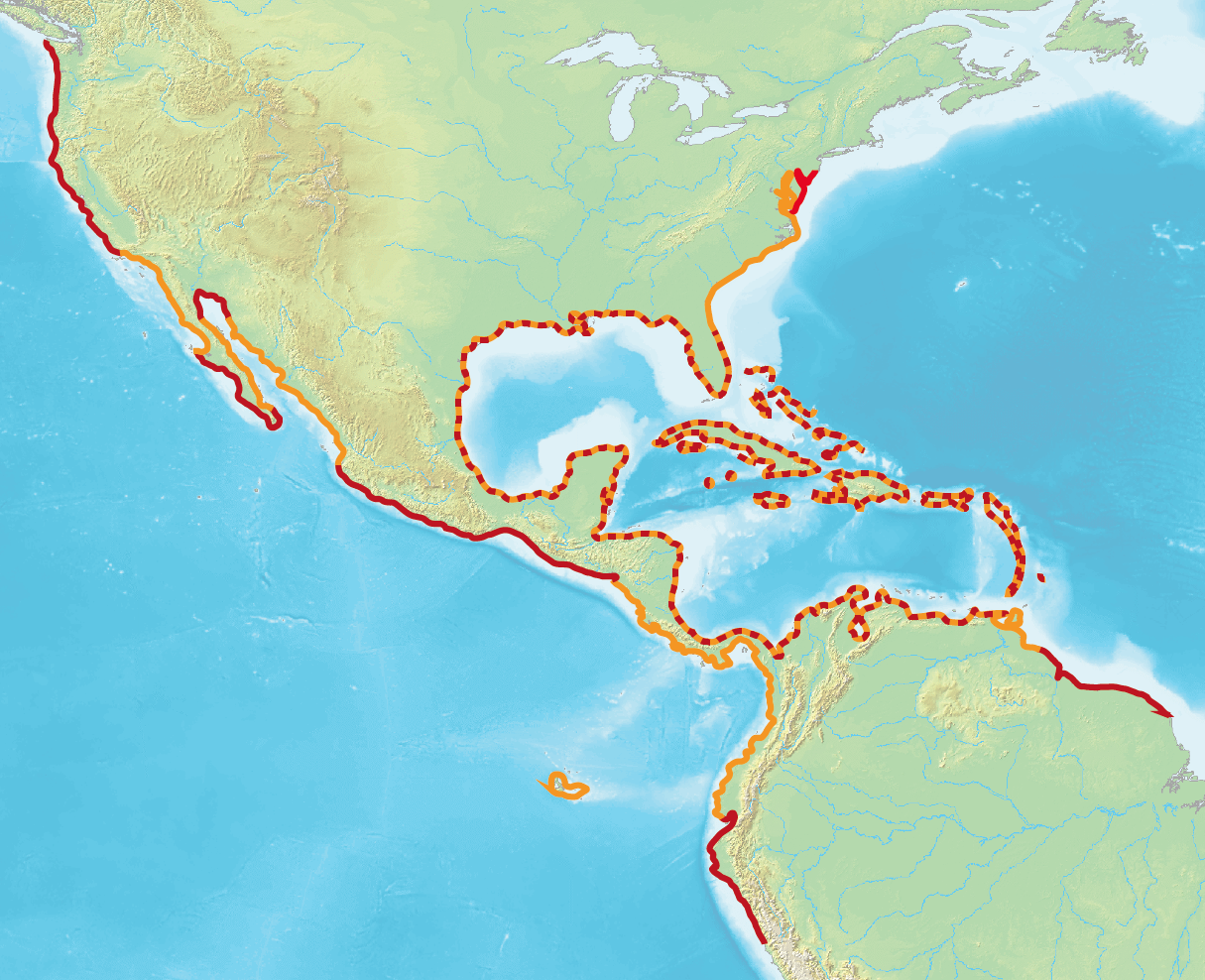
Verbreitung des Braunpelikans:
Außerhalb der Brutzeit
Ganzjährig

Braunpelikane leben an den Küsten beider amerikanischen Kontinente. Am Pazifischen Ozean reicht das Brutgebiet von Nordkalifornien bis nach Chile, am Atlantischen Ozean von South Carolina bis Venezuela und schließt die Westindischen Inseln ein. Außerhalb der Brutzeit werden Braunpelikane von Kanada bis Feuerland gesehen.
Bezüglich der Migration der Braunpelikane werden unterschiedliche Verhaltensweisen angenommen. Während die Populationen vom nördlichen Golf von Mexiko vermutlich aufgrund der in der Region vorherrschenden milden Wintertemperaturen standorttreu sind, wandern die weiter nördlich angesiedelten Populationen – wie etwa diejenige aus South Carolina – gegen Ende des Jahres nach Süden, um dann im Spätwinter und Frühling wieder zu ihren Brutkolonien zurückzukehren. Eine ähnliche Abhängigkeit der Migrationsmuster von den jeweiligen Wetterbedingungen zeigen die Populationen in Florida. Beim Eintreffen von Kaltfronten verlassen die Braunpelikane die Westküste Floridas und siedeln in weiter südlich gelegene Regionen außerhalb der Vereinigten Staaten um.
Der Braunpelikan und sein naher Verwandter, der Chilepelikan (P. thagus), sind die einzigen Pelikanarten, die ausschließlich an Meeresküsten beheimatet sind. Sie werden nur äußerst selten im Binnenland angetroffen. Dabei bevorzugen Braunpelikane flache Meeresabschnitte oder Buchten und vermeiden die offene See. Für die Brut bevorzugt der Braunpelikan flache und kaum bewachsene Inseln oder trockene Küstenabschnitte. Während der Brutsaison entfernen sich die Tiere nur selten mehr als 20 km vom Land, um das Nahrungsangebot in den flacheren Küstengewässern auszunutzen. Darüber hinaus sind Braunpelikane häufig in der Nähe von Häfen anzutreffen, wo sie sich von Fischereiabfällen ernähren.

## Lebensweise

### Nahrungserwerb und Nahrung

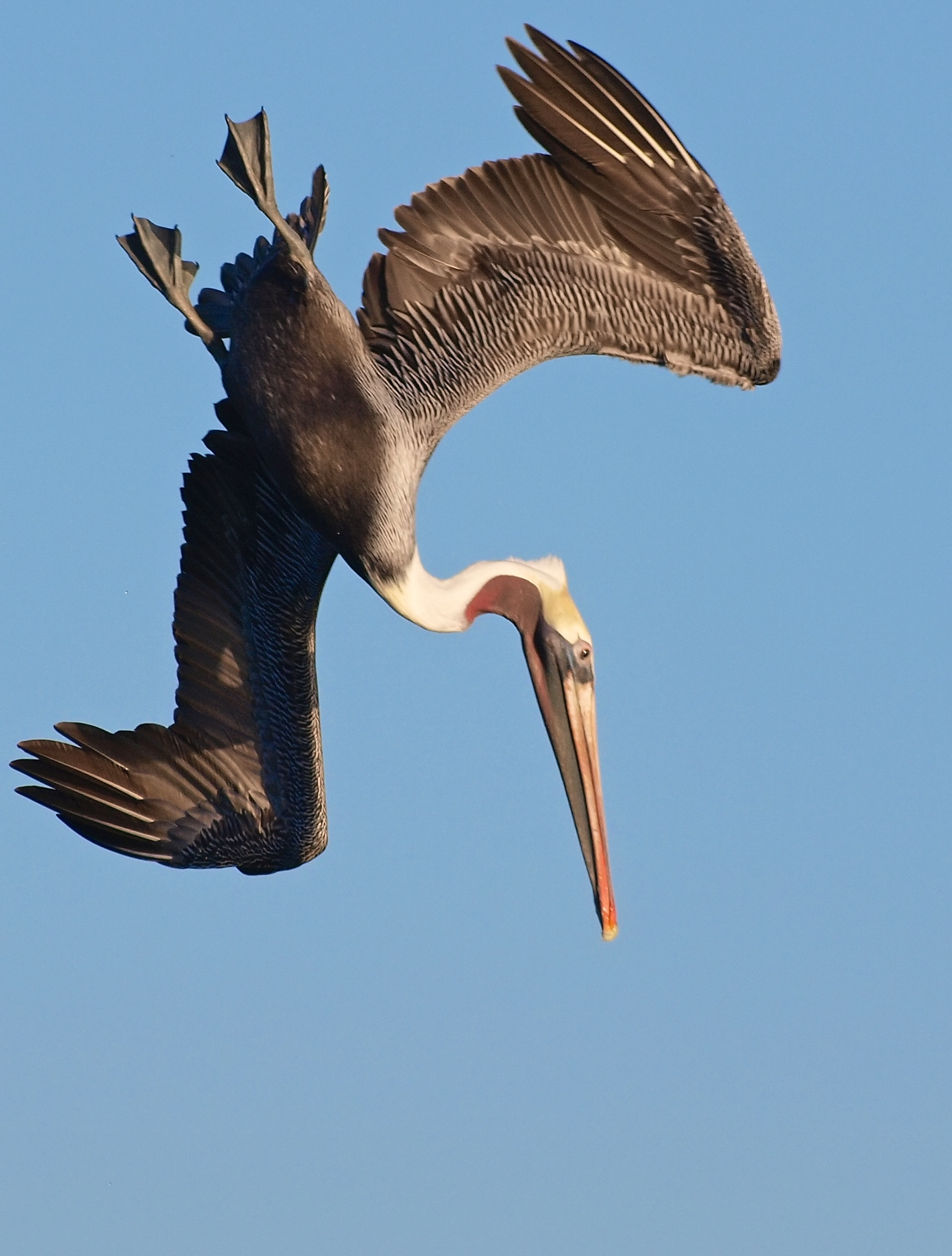
Braunpelikan beim Stoßtauchen

Unter den Pelikanen gehört der Braunpelikan gemeinsam mit dem Chilepelikan zu den einzigen Arten, die ihre Nahrung hauptsächlich tauchend erbeuten. Bei seiner Nahrungssuche erspäht er seine Beute aus der Luft und taucht dann von einer Höhe bis zu 20 Metern mit angelegten Flügeln ins Wasser. In der Abwärtsbewegung führt der Braunpelikan eine leichte Linksdrehung durch, vermutlich um die auf der rechten Halsseite gelegene Luft- und Speiseröhre beim Aufprall zu schützen. Sobald der Schnabel die Wasseroberfläche trifft, legt der Vogel seine Beine und Flügel nach hinten an, damit die Bewegung zur Beute hin nicht abgebremst wird. Gleichzeitig vermindern Luftpolster im Bauchbereich die Wucht des Aufpralls und verhindern das vollständige Eintauchen des Braunpelikans ins Wasser. Damit stehen den Tieren lediglich diejenigen Beutetiere zur Verfügung, die sie mit ihrem unter der Wasseroberfläche befindlichen Kopf und Schnabel erreichen können. Beim Eintauchen des Schnabels ins Wasser wird das Beutetier zwischen den oberen und unteren Kiefer gebracht und der Schnabel dann geschlossen. Das hierbei ebenfalls aufgenommene Wasser wird beim Auftauchen durch eine Drehung des Kopfes aus dem Schnabel befördert, sodass lediglich das Beutetier im Kehlsack verbleibt.
Eine 1987 durchgeführte Studie zur Erfolgswahrscheinlichkeit der von den Braunpelikanen angewandten Technik zum Nahrungserwerb ergab, dass die Häufigkeit eines erfolgreichen Beutesturzfluges linear proportional zum Alter der Tiere zunahm. Die Untersuchung legt nahe, dass erfahrenere Tiere den Sturzflug gewöhnlich in größerer Höhe beginnen und in einem geringeren Winkel auf das Wasser auftreffen. Darüber hinaus scheinen Braunpelikane die Spiegelung der Sonne auf der Wasseroberfläche dadurch zu vermeiden, dass sie sich während des Sturzfluges von der Sonne abwenden.
Die Nahrung des Braunpelikans besteht hauptsächlich aus Fischen – vor allem Amerikanischen Sardellen (Engraulis mordax) und Pazifischen Sardinen (Sardinops sagax), an der südöstlichen Küste der Vereinigten Staaten zu 90–95 % aus Atlantischen Menhaden (Brevoortia tyrannus) –, mitunter auch aus Wirbellosen. Die Tiere bevorzugen relativ flache Meeresabschnitte, in denen die Wassertiefe bis zu 150 Metern reicht. Studien in Kalifornien haben ergeben, dass die Nahrungssuche von Braunpelikanen eng an diejenigen Meeresgebiete gebunden sind, in denen durch Auftrieb nährstoffreicheres Tiefenwasser in höher gelegene Schichten transportiert wird, was zu einem vergleichsweise hohen Nahrungsangebot führt. Dabei besteht ein direkter Zusammenhang zwischen dem verfügbaren Nahrungsangebot und dem Bruterfolg der Tiere.

### Sozial- und Territorialverhalten

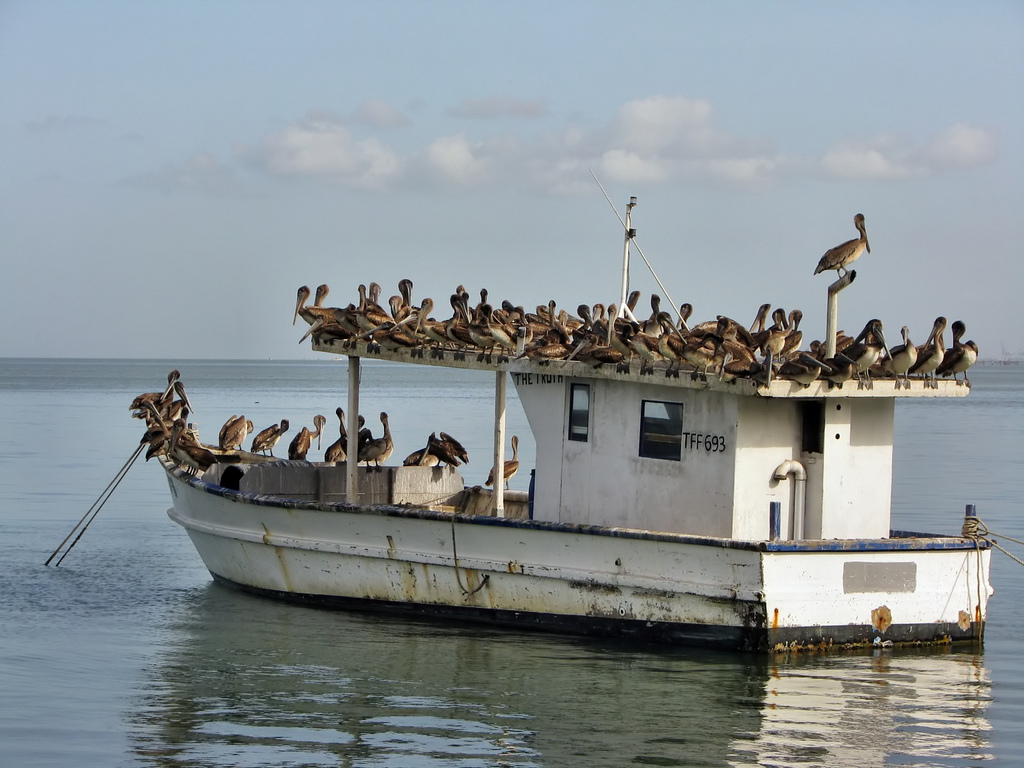
Gruppe von Braunpelikanen auf einem Boot vor der Küste von Trinidad.

Braunpelikane sind ganzjährig gesellige Vögel, die in Gruppen brüten, schlafen, fliegen und nach Nahrung suchen. Die größten Brutkolonien von Braunpelikanen am Golf von Kalifornien zählen fünf- bis zehntausend Nester; die durchschnittliche Größe von Brutkolonien in den Vereinigten Staaten beträgt 141 Nester. Dabei nisten die Tiere häufig in der Nähe anderer Arten, die vergleichbare Ansprüche an den Lebensraum stellen, wie etwa Möwen, Reiher, Tölpel, oder Kormorane.
Bei der Annäherung von Fressfeinden fliehen Braunpelikane gewöhnlich. Wenn sie Säugetiere als potentielle Angreifer früh genug ausmachen, reagieren die Tiere mit einer Drohgeste, indem sie sich aufstellen, ihren Schnabel recken und schließlich mit den Flügeln schlagen. Bei fortgesetzter Annäherung ergreifen Braunpelikane die Flucht. Nistende Tiere flüchten vor Greifvögeln, die über dem Nest kreisen und kehren nach einer Weile zum Nest zurück oder landen auf einer nahen Wasserfläche. Gegenüber Nesträubern zeigen Braunpelikane dagegen nur selten Abwehrverhalten. Dicht über dem Nest fliegende Möwen werden mit dem Schnabel vertrieben.
Kämpfe zwischen Braunpelikanen finden nur äußerst selten statt. Individuelle Distanz zwischen Individuen und territoriale Abgrenzung werden durch schnelle Vorwärtsbewegungen des 6–10 Zentimeter geöffneten Schnabels sowie mit den Kiefern erzeugte knallende Laute erzielt.

### Fortpflanzung und Brut

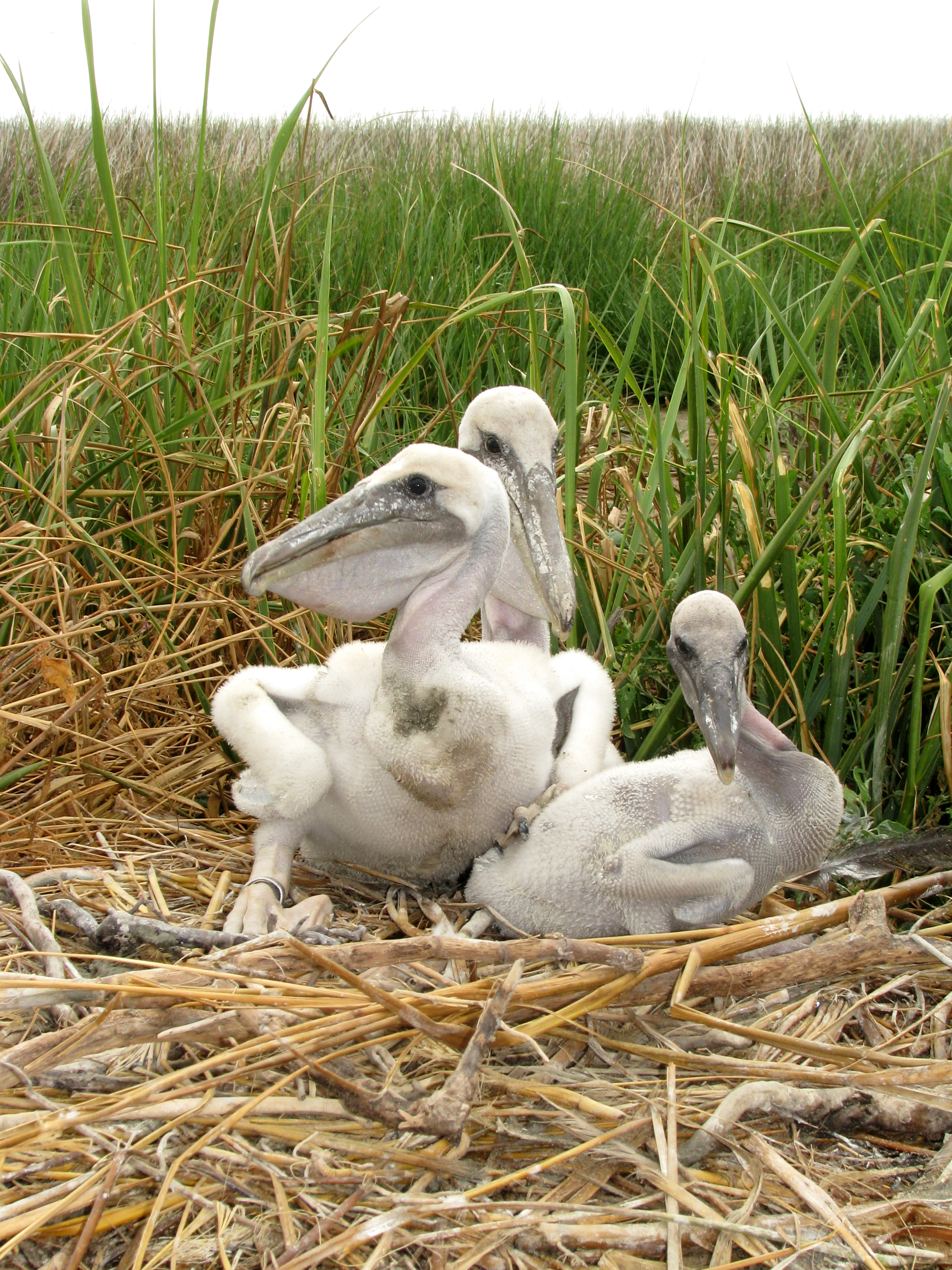
Nestlinge am Rande der Chesapeake Bay in Maryland

Zu Beginn der Brutsaison besetzen männliche Tiere ihnen geeignet erscheinende Brutplätze. Sie verlassen diese Plätze zumeist so lange nicht, bis sich ein geeignetes Weibchen einfindet. Während ihres Wartens zeigen die männlichen Braunpelikane ein charakteristisches Schwingen des Kopfes, bei dem der Kopf und der geöffnete Schnabel in einer Schleife bewegt werden, die die Form des Unendlichzeichens nachzeichnet. Die durchschnittliche Wartezeit auf die weiblichen Tiere dauert zwischen zwei und vier Tagen, kann aber in Einzelfällen auch bis zu drei Wochen betragen.
Die Sammlung des Nistmaterials wird ausschließlich von männlichen Braunpelikanen durchgeführt, während sich die weiblichen Tiere um den Bau des Nestes kümmern. Das Nest kann sich entweder auf dem Boden befinden oder in Bäumen, wobei Baumnester gewöhnlich in oder nahe der Baumkrone angelegt werden. Die Bauzeit für ein Nest beträgt zwischen sieben und zehn Tagen, wobei einzelne Brutpaare ihr Nest auch schon in vier Tagen fertigstellen.
Das erste Ei wird gewöhnlich innerhalb von einem bis drei Tagen nach Fertigstellung des Nestes gelegt. Die durchschnittliche Gelegegröße beträgt drei Eier. Dabei liegen zwischen den einzelnen Eiablagen 24 bis 64 Stunden.
Beide Elternvögel bebrüten die Eier, wobei sie sich in Schichten von mehreren Stunden abwechseln. Das Bebrüten erfolgt durch die Schwimmhäute der Elterntiere – die Braunpelikane stehen während des Brutvorganges gewissermaßen auf ihren Eiern. Beim kalifornischen Braunpelikan (P. o. californicus) beträgt die Brutzeit zwischen 29 und 32 Tagen.
In den ersten sieben bis zehn Lebenstagen der Nestlinge werden diese von ihren Elterntieren mit vorverdautem und hochgewürgtem Futter versorgt. Später nehmen die Küken den Elternvögeln Fische aus dem Schnabel ab.

## Krankheiten, Fressfeinde und Mortalitätsursachen

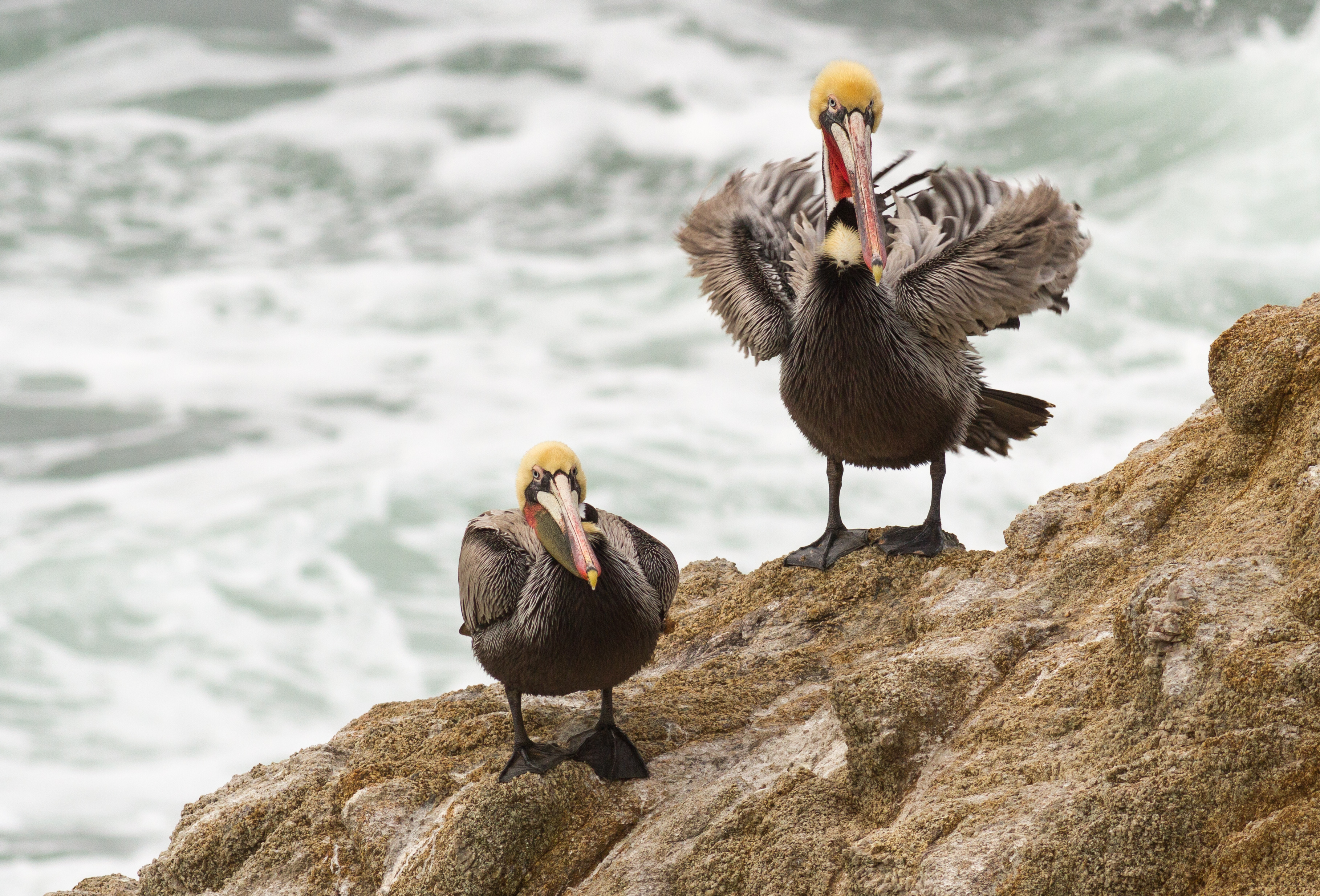
Zwei Braunpelikane der Unterart californicus auf einem Felsen bei Bodega Head, Kalifornien

Zu den Nesträubern der Braunpelikane gehören Gelbfußmöwe (Larus livens), Lachmöwe (Chroicocephalus ridibundus), Silbermöwe (Larus argentatus), Dominikanermöwe (Larus dominicanus), Fischkrähe (Corvus ossifragus) und Kolkrabe (Corvus corax). Auf Nestlinge machen Dominikanermöwen, Gelbfußmöwen, Kolkraben, Weißkopfseeadler (Haliaeetus leucocephalus) und Waldstörche (Mycteria americana) Jagd. Unter den Säugetieren gehören Waschbären (Procyon lotor), Hauskatzen (Felis catus) und Haushunde (Canis lupus familiaris) zu den Nesträubern.
Erstgeborene Nestlinge des Braunpelikans töten ihre Geschwister häufig entweder direkt durch Picken mit dem Schnabel oder indirekt, indem sie sie an der Futteraufnahme hindern oder aus dem Nest stoßen. Nach einer 1992 in Florida durchgeführten Studie entfielen 30 % der Todesfälle von Nestlingen auf die direkte Einwirkung von Erstgeborenen, weitere 28 % auf die indirekte Einwirkung der Erstgeborenen.
Ausgewachsene Braunpelikane haben aufgrund ihrer Körpergröße nur wenige Fressfeinde; die Erbeutung adulter Vögel durch andere Tiere wird nur selten beobachtet. In einer Brutkolonie in Georgia wurden Weißkopfseeadler dabei beobachtet, wie sie zwei nistende Braunpelikane töteten. Adulte, auf dem Wasser schwimmende Braunpelikane werden gelegentlich von Haien oder Mähnenrobben (Otaria flavescens) angegriffen.
Zur Lebenserwartung von Braunpelikanen liegen nur wenige Erkenntnisse vor. Ralph W. Schreiber und Patrick J. Mock nehmen nach einer Auswertung von beringten Vögeln in North Carolina, South Carolina und Florida eine durchschnittliche Lebensdauer von 4 bis 7 Jahren an, wobei die häufigsten Todesfälle während der Migration der Tiere stattfanden und vor allem Jungtiere betrafen. Allein 30 % der als Nestlinge und Juvenile beringten Individuen erreichten ein Alter von mehr als 12 Monaten und weniger als 2 % erreichten ein Alter von 10 Jahren. Die längste bisher gemessene Lebensdauer erreichte ein Braunpelikan, der 43 Jahre nach seiner Beringung tot aufgefunden wurde.
Etwas mehr als die Hälfte der von Schreiber und Mock ausgewerteten und klar zuzuordnenden Todesfälle waren auf menschliche Ursachen zurückzuführen, wobei die häufigste Todesursache das Verfangen der Tiere in Fischernetzen oder der Abschuss durch Jäger war. Die übrigen Todesfälle waren auf natürliche Ursachen wie Fressfeinde, Krankheiten und Verhungern zurückzuführen.

## Systematik

### Forschungsgeschichte und Taxonomie

Darstellung eines Braunpelikans von John James Audubon. Handkolorierte Bildtafel aus dessen zwischen 1827 und 1838 erschienenem Werk Birds of America.

Die Klassifizierung des Braunpelikans war über einen langen Zeitraum hinweg unklar. Carl von Linné führte alle Pelikane bis zur zehnten Auflage seines Werkes Systema Naturae unter der Artbezeichnung Pelecanus onocrotalus. Erst in der 1766 erschienenen zwölften Auflage der Systema Naturae beschrieb Linné den Braunpelikan als eigenständige Art unter der Bezeichnung Pelecanus occidentalis. Der deutsche Naturforscher Johann Friedrich Gmelin fasste in seiner Neuauflage von Linnés Systema Natura aus dem Jahr 1789 den heute als eigenständige Art angesehenen Chilepelikan (P. thagus) mit dem Braunpelikan als Art zusammen. In seinem 1884 veröffentlichten Werk The Water Birds of North America beschrieb Robert Ridgway P. o. californicus erstmals als Unterart. Laut eigener Aussage erkannte Alexander Wetmore bereits um das Jahr 1925 zusammen mit seinem Kollegen Charles W. Richmond, dass die Braunpelikane der Insel Hispaniola aufgrund ihrer geringeren Größe zu einer eigenen Unterart gehören mussten, veröffentlichte seine Beobachtungen jedoch nicht. James L. Peters unterschied in seiner 1931 erschienenen Check-list of Birds of the World die Unterarten occidentalis, carolinensis, californicus sowie thagus. Die heute allgemein anerkannte Unterscheidung der Unterarten des Braunpelikans fußt auf Wetmores 1945 veröffentlichtem Aufsatz A Review of the Forms of the Brown Pelican. Bryan Nelson zweifelte in seinem 2006 erschienenen Band Pelicans, Cormorants, and their Relatives die Eigenständigkeit der Unterart urinator an und George R. Angehr und James A. Kushlan vermuteten 2007 aufgrund von Unterschieden im Körperbau und im Verhalten, dass es sich bei den Braunpelikanen im Golf von Panama um eine eigene Unterart handelt.

### Äußere Systematik
Der Braunpelikan gehört zu den acht Arten der monotypischen Familie der Pelikane (Pelecanidae). Er ist eng mit dem Chilepelikan (P. thagus) verwandt, der anfänglich als Unterart von P. occidentalis angesehen wurde. Aufgrund dessen größerem Körpermaß, Unterschieden in der Gefiederfarbe und der Tatsache, dass der Braunpelikan und der Chilepelikan sich in überlappenden Verbreitungsgebieten an der Pazifikküste Südamerikas nicht miteinander paaren, geht man seit dem Jahr 2007 von zwei voneinander getrennten Arten aus. Neuere genetische Untersuchungen bestätigen das Schwestergruppenverhältnis. Mit den Methoden der molekularen Uhr ergibt sich eine Aufspaltung (Allopatrische Artbildung) vor rund 0,77 Millionen Jahren, mit einer methodischen Schwankungsbreite von 0,64 bis 1,54 Millionen Jahren. Aufgrund ihres dunkleren Gefieders, ihrem ausschließlich marinen Lebensraum und der lediglich von diesen beiden Arten praktizierten Methode des Stoßtauchens wurde bereits mehrfach vorgeschlagen, dass P. thagus und P. occidentalis enger miteinander verwandt sind als alle anderen Unterarten und damit eine besondere Stellung in der Familie der Pelecanidae einnehmen. Nach den genetischen Analysen ist die nächstverwandte Art der Nashornpelikan, so dass alle Neuweltarten eine Klade bilden.

### Innere Systematik
Basierend auf Wetmores Studie aus dem Jahr 1945 werden heute fünf Unterarten unterschieden, die sich vor allem in ihrer Gefiederfarbe, der Farbe des Schnabels und ihren Körpermaßen unterscheiden.
| Unterart           | Erstbeschreibung   | Maße | Merkmale und Verbreitung |
| ------------------ | ------------------ | --- | --- |
| P. o. occidentalis | Linnaeus, 1766     | Flügel: ♀ 448–486 mm, ♂ 461–496 mm; Schwanz: ♀ 114–128 mm, ♂ 114–130 mm; Schnabel: ♀ 251–286 mm, ♂ 255–306 mm; Tarsus: ♀ 58–77 mm, ♂ 68–78 mm | Nominatform; die kleinste der Unterarten; in ihrer Farbe ähnlich carolinensis, zur Brutzeit aber mit dunklerem Gefieder auf der Unterseite und häufig mit dunklerem Gefieder auf der Oberseite außerhalb der Brutzeit; brütet auf den Bahamas, auf den Großen und Kleinen Antillen, sowie entlang den Küsten von Kolumbien, Venezuela, und Trinidad und Tobago.                                                        |
| P. o. carolinensis | J. F. Gmelin, 1789 | Flügel: ♀ 483–528 mm, ♂ 500–550 mm; Schwanz: ♀ 122–153 mm, ♂ 123–158 mm; Schnabel: ♀ 280–333 mm, ♂ 280–348 mm; Tarsus: ♀ 68–84 mm, ♂ 70–89 mm | Größer als occidentalis und kleiner als californicus; zur Brutzeit mit hellerem Gefieder auf der Unterseite als occidentalis; brütet an der Ostküste der Vereinigten Staaten von South Carolina bis Texas sowie in Honduras, Costa Rica und Panama; außerhalb der Brutzeit vom Süden des Bundesstaates New York bis Venezuela verbreitet.                                                                              |
| P. o. californicus | Ridgway, 1884      | Flügel: ♀ 483–569 mm, ♂ 520–585 mm; Schwanz: ♀ 130–200 mm, ♂ 131–198 mm; Schnabel: ♀ 298–330 mm, ♂ 316–372 mm; Tarsus: ♀ 70–83 mm, ♂ 76–89 mm | Im Schnitt größer als carolinensis und während der Brutzeit mit deutlich dunklerem, manchmal fast schwarzem Gefieder im Nackenbereich und rötlich gefärbtem Kehlsack; brütet entlang der Pazifikküste im Südwesten der Vereinigten Staaten und im Nordwesten Mexikos; außerhalb der Brutzeit entlang der Pazifikküste bis nach British Columbia in Kanada und südlich bis Guatemala verbreitet, selten in El Salvador. |
| P. o. murphyi      | Wetmore, 1945      | Flügel: ♀ 478–494 mm, ♂ 505–526 mm; Schwanz: ♀ 123–175 mm, ♂ 127–162 mm; Schnabel: ♀ 289–297 mm, ♂ 310–346 mm; Tarsus: ♀ 61–76 mm, ♂ 69–81 mm | Von ungefähr derselben Größe wie carolinensis, aber mit dunklerem Gefieder auf der Oberseite; kleiner als californicus und mit hellerer Gefiederzeichnung auf der Unterseite; kleiner als urinator und mit hellerer Gefiederzeichnung auf der Unterseite; brütet von Kolumbien bis Ecuador; außerhalb der Brutzeit auch im Norden Perus vorkommend.                                                                    |
| P. o. urinator     | Wetmore, 1945      | Flügel: ♀ 516–546 mm, ♂ 552–570 mm; Schwanz: ♀ 129–145 mm, ♂ 130–148 mm; Schnabel: ♀ 307–372 mm, ♂ 340–379 mm; Tarsus: ♀ 77–85 mm, ♂ 82–89 mm | Ähnelt californicus, aber mit schwärzlichem Kehlsack und dunklerer Gefiederfärbung auf dem Rücken; allein auf den Galapagosinseln beheimatet. |

## Bestand und Gefährdung

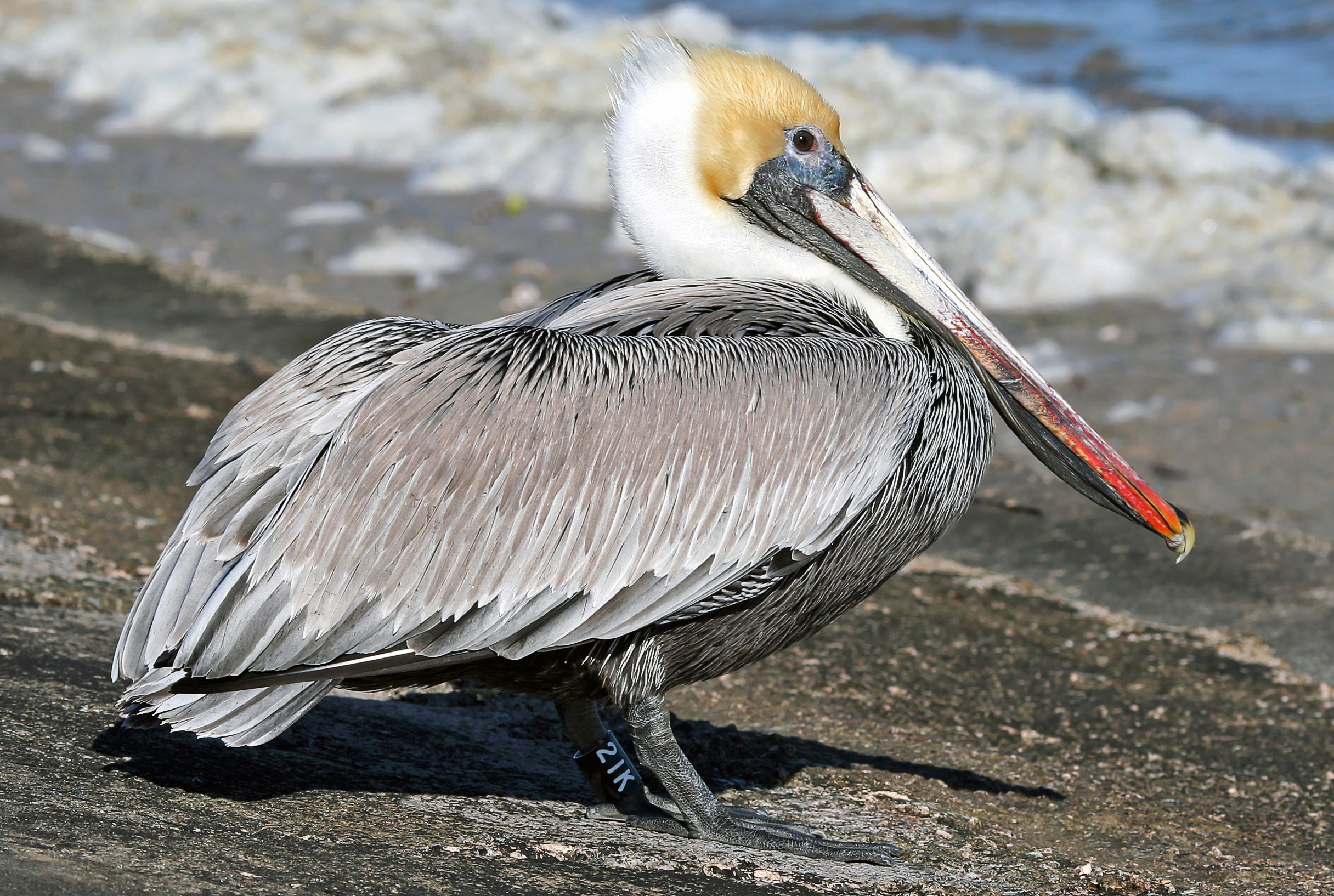
Braunpelikan (Unterart P. o. carolinensis) in Florida

Der Braunpelikan war Anstoß für die Einführung wesentlicher Instrumente des Artenschutzes in den Vereinigten Staaten. Bereits die Gründung des ersten National Wildlife Refuge 1903 in Florida diente zum Schutz der Art. Hauptursache für die Bedrohung des Braunpelikans im späten 19. und beginnenden 20. Jahrhundert war die starke Nachfrage nach Vogelfedern, die als Schmuck von Damenhüten Verwendung fanden. Nachdem mit dem Aufkommen von Vogelschutzorganisationen wie der Audubon Society und deren Öffentlichkeitskampagnen ein Umdenken eingesetzt hatte und die Nachfrage nach Vogelfedern abnahm, drohte dem Bestand des Braunpelikans mit der Fischerei im Ersten Weltkrieg eine neue Gefahr. Das Militär der Vereinigten Staaten versorgte seine Soldaten mit großen Mengen von Sardinen in Dosen und entzog damit den Braunpelikanen eine ihrer Nahrungsgrundlagen. Als die Sardinenbestände schließlich zurückgingen, machten sich die Fischer daran, Braunpelikane zu Tausenden zu töten, weil sie diese als Konkurrenten in der Ausbeutung der Fischbestände wahrnahmen.
Seit 1970 standen Braunpelikane in den Vereinigten Staaten bundesweit unter Artenschutz nach dem Endangered Species Conservation Act, einem Gesetz, das 1973 im Endangered Species Act aufging. Wesentlicher Grund war die Gefährdung durch die Anreicherung von Pestiziden, insbesondere DDT, in der Nahrungskette, die den Stoffwechsel der Tiere störte und zu dünnschaligen Eiern führte. Dies und der Umstand, dass Braunpelikane bei der Brut mit ihren Füßen auf den Eiern stehen, führte über die Zerstörung der Gelege zu erheblichen Bestandseinbrüchen in den späten 1950er und den 1960er Jahren. Die zuvor bedeutsamen Brutkolonien in Texas und Louisiana verschwanden vollständig, die Zahl der Braunpelikane in Kalifornien ging dramatisch zurück und allein in Florida hielten sich größere Kolonien der Tiere. Vor Inkrafttreten der Schutzmaßnahmen war der Bestand der Braunpelikane in den Vereinigten Staaten damit erheblich dezimiert.
Nach dem Verbot von DDT im Jahr 1972 und einer Reihe von erfolgreichen Wiedereinbürgerungsmaßnahmen erholten sich die Bestände bis 1985 so weit, dass die Art in Georgia, Florida, South Carolina und in der Küstenregion von Alabama von der Liste des Bundes gestrichen und in die Zuständigkeit der einzelnen Staaten zurückgegeben werden konnte. Im November 2009 konnte der U.S. Fish and Wildlife Service auch im Rest des Verbreitungsgebietes, insbesondere der Pazifikküste in Kalifornien, der Golfküste in Louisiana und Texas, sowie den Karibischen Inseln unter US-Hoheit, den Schutz durch den Bund aufheben.
Die Gesamtpopulation des Braunpelikans wird von Wetlands International auf einen ungefähren Wert von 350.000 bis 400.000 Individuen geschätzt. Dabei ist diese Zahl mit Vorsicht zu handhaben, da die Angaben zu den einzelnen Unterarten aus unterschiedlichen Jahren stammen und teilweise auf groben Schätzungen basieren. Für californicus als die mit Abstand zahlreichste Unterart liegen die genauesten Zahlen vor. Eine 2013 veröffentlichte Studie kommt für das Jahr 2006 auf eine Zahl von rund 195.900 ± 7.200 Individuen, wobei die Autoren der Studie davon ausgehen, dass diese Zahl eher zu hoch gegriffen sein dürfte, da die Population von Umwelteinflüssen wie dem Wetterphänomen El Niño und einem zunehmenden Verlust von Brutgebieten durch Landwirtschaft und Tourismus beeinflusst wird. Für die übrigen Unterarten werden die folgenden Bestandszahlen angenommen (in Klammern das Jahr der Schätzung): carolinensis 120.000 (1999), murphyi 20.000–60.000 (2011), occidentalis 4.930–18.400 (2006/2007) und urinator 5.000 (ohne Jahr).
Angesichts des geografisch weiten Verbreitungsgebietes und der vergleichsweise hohen Bestandszahlen wird der Braunpelikan von der IUCN inzwischen als „nicht gefährdet“ (least concern) eingestuft. Die Bestandserholung des Braunpelikans wird heute als ein herausragendes Beispiel für erfolgreichen Artenschutz angesehen.